# کوچابه
کوچابه (به لهستانی:  Kuczaby) یک روستا در لهستان است که در گمینا ستردنگ واقع شده‌است.